# 三好市国民健康保険市立三野病院
三好市国民健康保険市立三野病院（みよししこくみんけんこうほけんしりつみのびょういん）は、徳島県三好市にある公立病院である。救急告示病院。全国に900以上ある国民健康保険診療施設の一つである。

## 沿革
- 1897年 三野村伝染病院を新設。
- 1949年 三野町立三野病院を開設。
- 2006年 町村合併により三好市となった為、三好市国民健康保険市立三野病院と改称。

## 診療科目
- 内科
- 外科
- 整形外科

## 交通
- JR徳島線江口駅下車、車で約5分。